# Минас Итиль
Ми́нас И́тиль (синд. Minas Ithil; рус. Крепость Луны), более известный как Ми́нас Мо́ргул (синд. Minas Morgul; рус. Колдовская крепость) — в легендариуме Толкина укреплённый город королевства Гондор.

## История и значение
Минас Итиль был построен Исильдуром у подножия Эфель Дуат при входе в перевал Кирит Унгол у границ Мордора в начале Третьей Эпохи Средиземья. Первоначально нуменорцы выстроили две парные крепости — Минас Анор (впоследствии Минас Тирит), Башню Заходящего Солнца и Минас Итиль, Башню Встающей Луны; в последней поселился сам Исильдур. В 1640 году Третьей Эпохи столица Гондора была перенесена в Минас Анор.
В 2002 году Третьей Эпохи Минас Итиль был взят Назгул во главе с Королём-чародеем после двухлетней осады. Саурон срубил Древо, которое было посажено в Минас Итиле Исильдуром, и с тех пор крепость стала известна под именем Минас Моргул, превратившись в западную твердыню Тёмного Властелина Саурона и его главный плацдарм для войны против не только Гондора, но и всех Свободных народов Средиземья. Как полагал Гэндальф, Саурон завладел и палантиром — магическим камнем, который там хранился.
Возможно, луна на доспехах Короля-Чародея также символизирует его господство над Минас Итилем. Предположительно после победы над Сауроном Минас Моргул должен быть очищен от зла.

## Интерпретация
На первоначальном эскизе обложки к книге «Две крепости», выполненном Дж. Р. Р. Толкином, были изображены башни Ортханк и Минас Моргул, над которой виден небольшой полумесяц (символ его изначального наименования). В ходе работы над текстом Толкин старался сделать Минас Моргул как можно более страшным: «Минас Моргул должен быть сделан более жутким. Обычного „гоблинского“ материала тут недостаточно». Набросок в черновике Толкина снабжён подписью: «Ворота вроде разинутого рта с зубами и с окнами вроде глаз с каждой стороны». Как полагает К. Раст, Толкин сознательно вдохновлялся образом врат ада из средневековой мифологии.
Э. Л. Ризден также рассматривает пару Минас Тирит / Минас Моргул как памятники в средневековом антураже, которые создают у аудитории и эмоциональное и интеллектуальное волнение: зритель останавливается, и созерцание памятника меняет его поведение и мысли. В то же время памятники, построенные в добрых целях, «могут начать использоваться во зло: священное превращается в профанное или даже хуже… Минас Моргул… является памятником страха, ужаса, запугивания и порабощения… Его врата напоминают Врата Ада в средневековых рукописях. Минас Моргул является как памятником, так и анти-памятником, скорее обещанием, нежели воспоминанием, скорее угрозой, чем предупреждением. Хуже, чем лишённые тела ноги Озимандии — поскольку он остаётся живым и трепещет ужасом, а не лежит мёртвым в пыли; чтобы очистить Минас Моргул, понадобится годы, если очищение такого жуткого места вообще в силах для какого-либо смертного в Средиземье».